# 朝鲜通信
朝鲜民主主义人民共和国通信指朝鲜现有的通信服务。因奉行孤立主义，朝鲜并未完全采用主流互联网技术。

## 电话

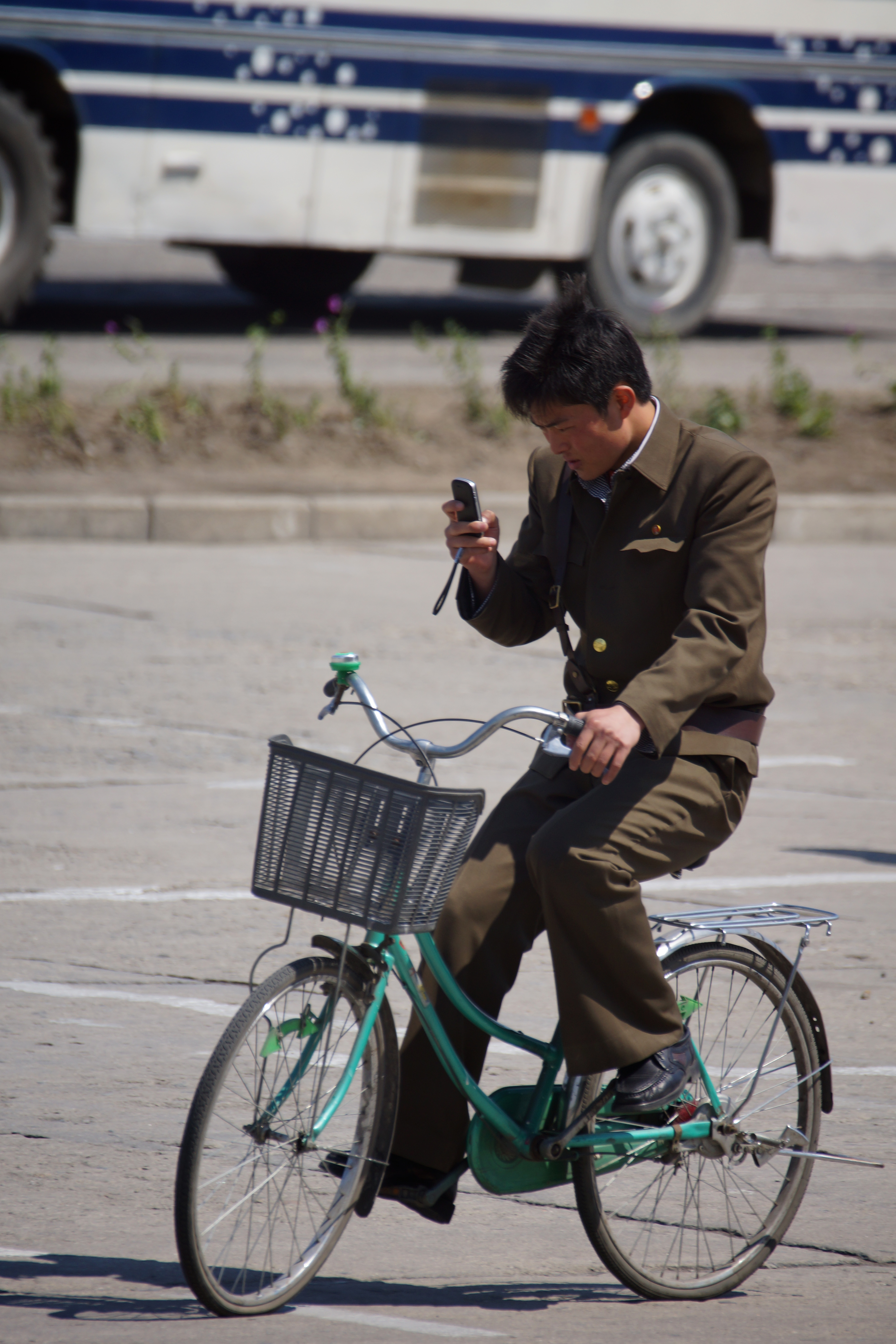
在咸兴市使用手机的骑车人

朝鲜拥有完善的电话系统，到1970年，自动电话交换机在平壤、新义州、咸兴和惠山投运。1990年左右，平壤开始出现一些公用电话亭，至2008年已有118万条固定线路可用，但全国大多数的电话为高级政府官员专享。想要安装电话的人必须填写一份表格来说明他们的等级、需要电话的原因以及费用支付方式，而大部分電話安装在政府办公室、集体农场和国企中，只有约一成为个人或家庭私有。

### 手机

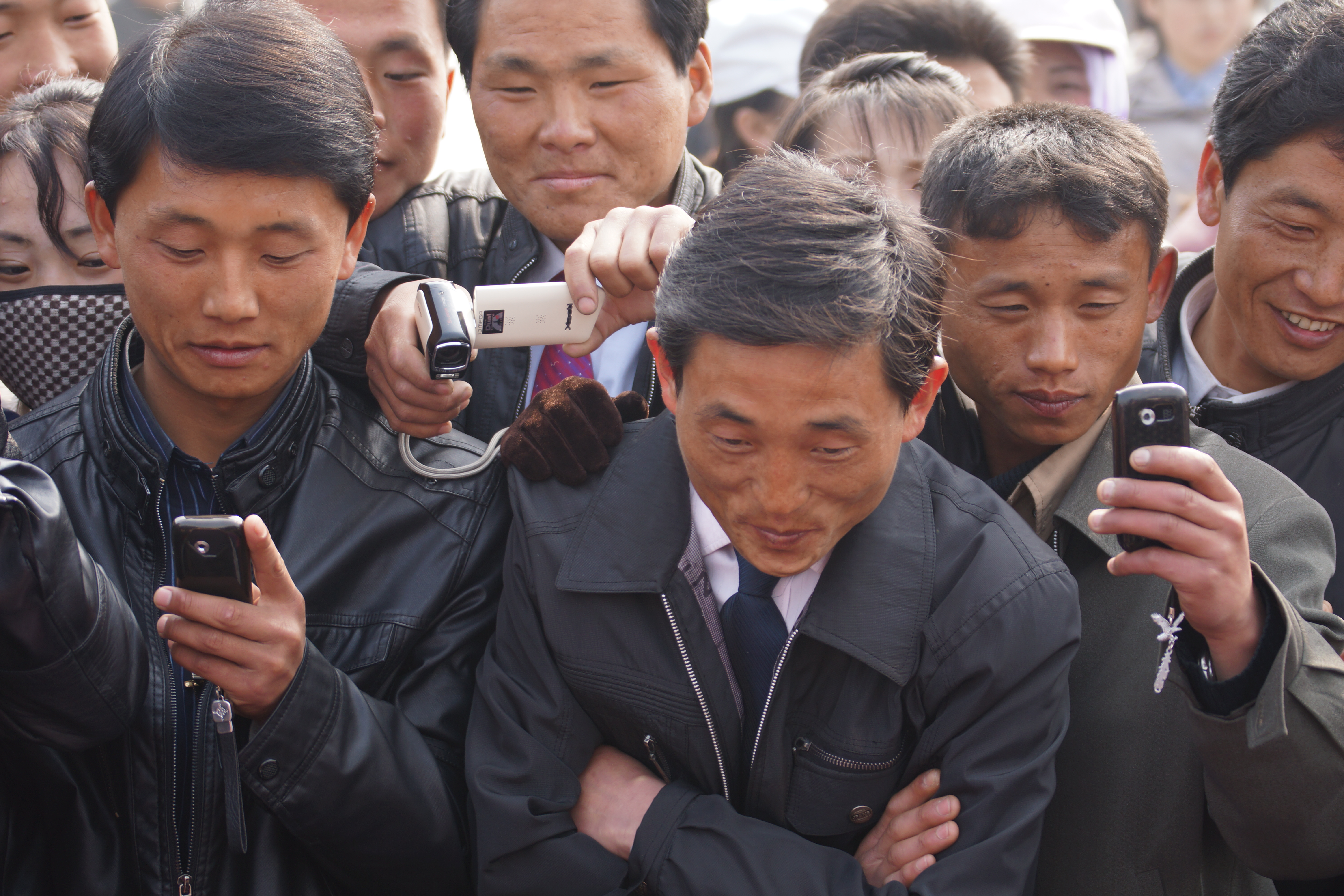
2012年4月，拿着手机的朝鲜人

手机在2002年11月引入朝鲜，到2003年11月，已有两万名朝鲜人购买手机。但在2004年至2008年间，朝鲜曾一度禁止使用手机。
2008年12月，埃及电信在平壤推出了移动电话服务，但不久后该公司的控制权被朝鲜政府接管。朝鲜3G手机服务由高麗電信营运（目前受控于朝鲜邮政和电信公司）。自推出以来，该服务的需求与日俱增。
2010年5月，超过12万朝鲜人拥有手机；这个数字到2010年9月增加到30.1万，2011年8月达到66万，2011年12月达到90万。埃及电信报告称，在运营两年后（2010年12月），朝鲜用户已达到3.2万，到2011年9月增加到80.9万，到2012年2月超过100万。2013年4月，用户数量接近200万。到2015年，这个数字已经增长到300万。2011年，平壤六成的20至50岁公民拥有手机。2011年6月15日，StatCounter.com证实一些朝鲜人使用iPhone、诺基亚及三星的智能手机。

### 智能手機
朝鲜手机使用数字签名系统来防止访问“非法”内容，檔案若沒有這些簽名將會自動被刪除，并记录可以物理检查的使用信息。
2017年的一项调查显示有六成九的朝鲜家庭拥有手机。2019年9月，一家以前不为人知的公司光亚商社宣布推出一款供朝鲜消费者使用的手机：Kimtongmu。尽管官方媒体报道称此手机为朝鲜国产，但它很可能为中国代工生产并配备朝鲜软件的产品。
北韓政府爲維護自身政權穩定，亦會強迫中國與北韓之間的邊境地區居民簽署「不使用中國手機」承諾書。
2025年，《BBC》報導取得一部從北韓偷運出境的智慧型手機，並對該設備的內建系統進行調查，人員發現，手機打字內含自動審查功能，一旦輸入「오빠（哥哥）」、「자기야（親愛的）」、「화이팅（加油）」等南韓日常用語，設備會立即將其替換為「동지（同志）」等官方核准用語，系統並會同時彈出警告訊息，還發現，該手機具有一項潛藏的監控功能，設備每5分鐘會自動擷取1次使用者的操作畫面，並將截圖儲存於隱密資料夾等新特徵。

### 国际通讯
朝鲜于1974年加入万国邮政联盟，但仅与部分国家有直接的邮政安排。
自1984年加入國際太空通訊組織以来，朝鲜已运营22条频分复用线路和10条单信道线路用于与东欧通信。并于1989年底从英屬香港引进微波通讯技术进行国际直拨服务。平壤附近的卫星地面站使用国际电信卫星公司印度洋卫星提供直接国际通信。1986年，朝鲜在法国的技术支持下在平壤建立卫星通信中心。1990年与日本达成了电信卫星共享协议。
電腦網路方面，朝鲜与其他国家有不同数量的联系。目前，国际固网连接包括连接平壤至北京和莫斯科以及清津至海参崴（符拉迪沃斯托克）的网络。2000年建成南北通讯线。2006年5月，TransTeleCom公司和朝鲜外務省签署在朝俄边境哈桑－豆满江劳动者区铁路检查站光纤建设和合营协议，这是俄朝间的第一个直接陆路连接。TTC在设计、建设和连接从朝鲜半岛一侧到枢纽的通信线路方面的合作伙伴是朝鲜交通部下辖的朝鲜通信公司。技术转让围绕STM-1级数字设备建立，并预留增加带宽的空间。此工程于2007年竣工。
移動網路也未開放，截至2020年11月，朝鲜全国的手机仍然无法跨国通讯或接入互联网。3G网络覆盖了全国九成四的人口，但只覆盖了一成四的领土。高丽电信没有国际漫游协议，前往朝鲜的游客可以购买预付费SIM卡（仅能拨打国际电话）。在2013年1月前，外国人须在入境口岸或机场交出手机方可入境，但随着当地开始发放SIM卡，该政策已被废除，但只有在朝鲜常住的外国人可以接入互联网。

## 光纤
根据与联合国开发计划署的协议，朝鲜于1992年4月建立平壤光纤电缆厂，该国第一个由480条脉冲编码调制线路和6个从平壤到咸兴（300公里）的自动交换站组成的光缆网于1995年9月建成。此外，金正日于1998年5月在江原道和2000年1月在平安北道发起的全国土地平整和重新分区运动促进了道县光纤线路的建设。

## 电视
朝鲜的广播媒体受当局严密控制，并被用作朝鲜劳动党的政治宣传机器。朝鲜中央电视台的总部设在平壤，在清津、开城、咸兴、海州、新义州等主要城市也设有电视台。平壤地区有三套电视节目，其他城市则只有一套。进口的日本制彩色电视机贴上朝鲜商标，但自1980年以来，朝鲜可自产19英寸黑白电视机。据估计，1990年代初全朝鲜有25万台电视。2017年的一项研究显示朝鲜98%的家庭拥有电视机。

## 广播
作为政府信息封锁政策的一部分，朝鲜的收音机和电视机经过技术处理，使其只能接收被当局控制的媒体。这些改装的收音机和电视机应在国家特别部门登记。他们还接受随机检查。破解设备会受到法律制裁。为了购买电视机或收音机，朝鲜公民必须获得其居住地或工作地官员的特许。朝鲜有两个调幅广播网：平壤广播电台（朝鲜之声广播电台）和官方电台朝鲜中央广播电台，以及一个调频广播网：平壤FM廣播電台。三者都在主要城市设有提供自办节目的电台。还有一间短波电台对外进行多语言广播。

## 网络

### 国家区域网络
光明网是朝鲜“封闭平台”国家区域网络，于2000年投入运行。朝鲜的主要城市、县以及大学和主要工商组织皆可接入。光明网可通过拨号电话线全日无限制访问。2017年的一项调查发现，一成九的家庭拥有电脑，但全国只有百分之一（平壤为百分之五）的人口可以接入光明网。
2016年8月，朝鲜推出了国营流媒体服务：万方（被比作朝鲜的Netflix）。 这项服务使用机顶盒在互联网上提供电视直播、视频点播和报纸文章（劳动新闻）。该服务仅适用于平壤、新义州和沙里院。国营电视台朝鲜中央电视台宣称此服务“免受无线电干扰”。
2018年，朝鲜推出了“未来”Wi-Fi服务，该服务允许移动设备接入平壤内网。在新冠大流行期间，由金日成综合大学开发的Rakwon视频会议系统在远程会议中很受欢迎，并定期出现在新闻公告中。同时远程医疗和远程教育系统亦已建立。
根據每日北韓的報導，北韓於2023年9月起展開4G網路商業化進行工作，並在平壤市試點。4G網路提供商是北韓強盛網，隸屬於北韓移動通訊局。北韓強盛網在發出啟動4G網路服務的公告中稱，其提供的4G網路不僅已經剋服原先3G網路的數據通訊缺乏問題，而且還能使用較原先3G網路更快的網速瀏覽網站。平壤市中心區域與各道所在地的主要鐵路、高速路地區，率先成爲4G網路商用化前期的受惠方。基於每日北韓是在2024年11月取得此條資訊，因此每日北韓認爲北韓境內的4G網路普及範圍高概率已經擴大。

### 国际互联网接入
朝鲜与国际互联网的主要连接是通过一条连接平壤和中国丹东的光缆，穿过新义州的中朝边界。互联网接入由中国联通提供。在光纤连接之前，国际互联网接入仅限于政府批准的到中国的拨号线路。2003年，柏林商人简·霍尔特曼与朝鲜政府合资成立朝鮮電腦研究中心，将商业互联网引入朝鲜。该连接通过朝鲜至德国服务器的Intelsat卫星链路建立，使朝鲜不必接入中国大陆的ISP来接入国际互联网。
2007年，朝鲜在互联网名称与数字地址分配机构成功指配到.kp国家代码頂級域。2009年，朝鮮遞信省与泰国洛克利太平洋的合资企业星合營會社控制朝鲜的互联网和域名分配。卫星链路逐步被光纤连接所取代，目前卫星链路仅作备用。
2017年10月，平壤方面鉴于中国大陆主要连接遭到大规模DDoS攻击，继而建立了第二条互联网链路。该项目通过光缆将朝鲜与海参崴连接起来，在豆满江穿过朝俄边界。互联网接入由俄罗斯国家铁路运营商俄罗斯铁路公司的子公司TransTelekom提供。
朝鲜与韩国互联网公司Hoonnet成立的合资企业于2002年在朝鲜开设了第一间网吧，它通过固网电信接入中国大陆的网络。外国游客可以通过平壤几家酒店提供的国际电话线将他们的电脑接入互联网。2005年，平壤新开了一家网吧，由于该网吧通过朝鲜卫星接入互联网，故内容很可能被朝鲜政府审查。自2013年2月起，外国人可以使用3G电话网络接入互联网。

## 接触外国媒体
应美国国务院委托，InterMedia于2012年5月10日发表的一项报告《安静的开幕：朝鲜人在不断变化的媒体环境中》中指出，尽管朝鲜当局以严酷的禁令和刑罚以防止朝鲜人接收到外界资讯，但仍然有朝鲜人（尤其是精英人士和心理戰人員）不僅可訪問、閱覽受政府控制的媒體外，還可訪問、閱覽境外資訊和媒體。除了網際網路，收音机和DVD亦为朝鲜人得知外界资讯的渠道（在朝韩或中朝边界则是电视）。
截至2011年，闪存盘在朝鲜很畅销，这些器材主要用于在个人电脑上观看韩剧和电影，南方也會透過氣球等方式傳遞進去。
據每日北韓的報道，北韓的青年們爲應對神祕莫測的「打擊觀看不純影片」檢查行爲，開發出層出不窮的躲避檢查方式。其中包括預先在EVD當中播放北韓檢定的「合法影片」，爾後使用SD卡和隨身碟當中存儲北韓檢定的「非法影片」等方式繞過系統加密。由於SD卡和隨身碟的輕便體積，因此面對突擊檢查的時候很容易藏匿，進而通過檢查。同時，自從金正恩宣佈北韓放棄統一以來，雖有加碼處罰北韓民衆通過檢定的非法途徑觀看北韓境外的影片，但北韓的青年們對於南韓文化的好奇不減反增，大有史翠珊效應之勢。